# Таузънд Фут Кръч
Thousand Foot Krutch е канадска рок група, създадена през 1995 г.
Реализират 5 студийни албума (Set It Off – 2001 г., Phenomenon – 2003 г., The Art of Breaking – 2005 г., The Flame In All of Us – 2007 г. и Welcome to the Masquerade – 2009 г. Групата се състои от трима члена. Вокалът им Тревър Макневън (Trevor McNevan) е също така и член в собствена странична група на име FM Static, а Джоуел Бруиер (Joel Bruyere – бас китара) започва свой проект през 2009 г. – The Drawing Room. Третият член е барабанистът Стийв Аугостин (Steve Augustine).

## История на групата
Тревър Макневън (Trevor McNevan) създава групата в Peterborough, Онтарио, град североизточно от Торонто, където той завършва гимназия. Джоел Брюйер (Joel Bruyere), роден в Брантфорд, Онтарио, е бил приятел на Тревър като дете и въпреки че се е преместил, е поддържал връзка с него. Барабанистът Стийв Аугостин (Steve Augestine) е от Хамилтън, Онтарио. Първата банда на Тревър е Oddball, където участва и бъдещият китарист на TFK Дейв Смит (Dave Smith), Тим Бакстър (Tim Baxter) на баса и Нийл Сандерсън (Neil Sanderson) на барабани. Oddball записва само един албум – Shutterbug, реализиран през 1995 г. Тревър с Дейв Смит основават Thousand Foot Krutch. Те записват общо седем албума, а Тревър издава още три с FM Static.
TFK са работили с продуцентите Aaron Sprinkle (Mae/Anberlin/MxPx), Gavin Brown (Three Days Grace/Billy Talent/Thornley), Arnold Lanni (Our Lady Peace/Finger Eleven/Simple Plan), и Ken Andrews (Beck/Chris Cornell/Pete Yorn/Tenacious D).
Thousand Foot Krutch са споделяли сцената с групи като Breaking Benjamin, Three Days Grace, Finger Eleven, Hinder, Cake, Jimmy Eat World, Paramore, 30 Seconds To Mars, Our Lady Peace, Red, Flyleaf, Yellowcard, Jars of Clay, Sum 41, Trapt, Econoline Crush, Daughtry, Matthew Good Band, Gob, Skillet, Korn, P.O.D., Chevelle, Sevendust, 10 Years, Demon Hunter, Switchfoot, Hawk Nelson, MXPX, Anberlin, Relient K и много други.

## Албуми

### Shutterbug (1995 г. – 1996 г.)
Shutterbug е реализиран от Тревър Макневън. В албума участват Дейв (китара), Тим (бас), Нийл (барабани) и Тревър (вокал). Има 27 песни в албума, като първата половина са рок, а втората хип-хоп. Записват го при Barry Haggarty Студио в Peterborough, Онтарио, Канада. Тревър работи в МакДоналдс и на други места, за да плати на студиото.

### That's What People Do (1997 г. – 1999 г.)
That's What People Do е написан в годината, когато е създадена TFK, но е реализиран през 1998 г. От него са продадени повече от 5000 копия. TFK водят класациите в Онтарио и околностите му. Два месеца бива един от петте най-търсени албуми на годината, след това отшумява. През 1999 г. TFK бива избрана от 7 Ball Magazine за една от 25-те топ групи на Северна Америка. Също така биват награждавани с Best Indie Recording, а Тревър е награден с Vocalist of the Year (вокал на годината) от читателите на The Wire Magazine. Награждават ги още с Band of the Year (група на годината) за 2000 Wire Awards.

### Set It Off (2000 г. – 2002 г.)
Set It Off е пуснат на 14 ноември 2000 г. Албумът е определен като силно повлиян от хип-хопа ню метъл. Thousand foot Krutch правят турне на албума през Северна Америка, завършило с продажбите на 85 000 копия. TFK правят турнета с Finger Eleven, Econoline Crush, Treble Charger, The Tea Party, Matthew Good Band, Gob, Sum 41 и други. Тревър помага при записването на демо албума на Three Days Grace. Около същото време Дейв напуска групата. Той бива сменен с Майк Харисън (Mike Harrison), който се включва година по-късно.

### Phenomenon (2003 г. – 2004 г.)
Phenomenon е записан през 2003 г. в Tooth & Nail Студио и за разлика от предишния им албум този е ориентиран повече към рока отколкото към хип-хопа. Phenomenon бива приет добре и популяризира 4 от синглите си по радиото, като един от тях е Rawkfist. Продават се 200 000 копия от албума, което го превръща в най-добре продавания албум на Tooth & Nail Студио. След ре-реализацията на Set It Off и проведеното турне, Тревър и Аугостин основават тяхна отделна група – FM Static, която може да се определи като поп-пънк или поп-рок група. През 2004 г. TFK отново тръгват на турне с Kutless.

### The Art of Breaking (2005 г. – 2006 г.)
На 19 юли 2005 г. реализират поредния си пълен албум The Art of Breaking, продуциран от Arnold Lanni (Our Lady Peace/Finger Eleven/Simple Plan). Този албум преминава границата на алтернативния рок, като се съсредоточава върху по тежки елементи. The Art of Breaking се приема много добре от феновете, въпреки критиките отправени поради смяната на стила. Сингълът Move заема 16-о място на Billboard Mainstream Rock в началото на 2006 г. други известни сингли включва и дебютната песен Absolute, която става любимата на феновете, а Breathe You In, която се реализира по радиото, бива една от първите на бандата по-бавни песни. По това време Thousand Foot Krutch тръгват на турне, споделяйки сцената с групи като Korn, Paramore, Relient K, AFI, Yeah Yeah Yeahs, Hawthorne Heights, Dashboard Confessional, Neverending White Lights, Kill Hannah, Trapt и много други.

### The Flame in All of Us (2007 г. – 2008 г.)
След работа в студио с продуцента Ken Andrews (Beck/Chris Cornell/Pete Yorn/Tenacious D/Mae)те реализират The Flame in All of Us на 18 септември 2007 г., като продължават със същия стил като предният им албум. На 20 януари 2008 г. The Flame In All Of Us става 1000-та песен в ChristianRock.Net Top 30 Chart. Следва ново турне на групата през пролетта на 2008 г. като отново са със Skillet and Decyfer Down. След постоянно свирене по фестивали през лятото, те получават помощ за първото им участие в Creation Festival: The Tour (Турнето). The tour се е съдържало от следните девет групи: Kutless, TFK, Pillar, KJ-52, Fireflight, Worth Dying For, Run Kid Run, Esterlyn, и Capital Lights. TFK са били поканени да водят началото на три от концертите, но те са отказвали.

### Welcome to the Masquerade (2009)
Петият албум на Thousand Foot Krutch – Welcome to the Masquerade – е пуснат за първи път в началото на 2009 г. През април 2009 г., Тревър се появява на чат на живо с феновете си по TFKTV спонсорирано от Mogulus Live Broadcast. Групата се обединява с Aaron Sprinkle за ре-продуциране на този албум, с Emery's Matt Carter асистиращ и Randy Staub (Metallica/Stone Sour/Nickelback/Our Lady Peace) миксира. Песента Fire It Up ще участва във видио игри като EA Sports NHL 10 и още няколко, като в същото време ще участва в трейлъра на G.I. Joe: The Rise of Cobra. Записът е осъществен на 8 септември 2009 г. и се намира на 35-о място на Billboard 200.
През лятото на 2009 г., Тревър влиза в болница за операция на апендиксита, поради което TFK отменя Creation West Festival (но да не се бърка с Creation Festival: The Tour). Той се завръща на сцената седмица по-късно. Групата отменя още няколко концерта, включително и този за дебюта на новия им албум. Thousand Foot Krutch отново смята да участва в Creation Festival: The Tour отново с Jars от Clay, Audio Unplugged, B.Reith, FM Static, и This Beautiful Republic, и също така ще изпълнят Christmas holiday show с 30 Seconds to Mars, Flyleaf, After Midnight Project, и The Veer Union.
Излиза новина на 29 януари 2010 г., че най-вероятно някоя песен на Thousand Foot Krutch може да бъде включена в Iron Man 2.
На плаката на албума им от 1 февруари 2010 г. групата е с нов китарист. Неговото име е Ty Dietzler. Той замества Nick Baumhardt като временен китарист за TFK. Той също е свирил и за хардрок групата The Letter Black.

### The End Is Where We Begin (2011 – 2012)
The End Is Where We Begin е шестият студиен албум на канадската рок група Thousand Foot Krutch. Вокалистът Тревър Макневън заявява: „Албумът включва някои от най-тежките неща, които сме правили, както и някои от най-леките“.

## Настоящи членове
- Trevor McNevan (Тревър Макневън) – вокал, китарист (1995 г. – настояще)
- Joel Bruyere – бас китарист, пригласящ вокал (1999 г. – настояще); има свой соло проект на име The Drawing Room
- Steve Augustine – барабанист (2000 – настояще)

## Награди

### Награди от Gospel Music Association Canada Covenant (CMACC)
- 2005 г. Artist of the Year (Певец на годината)
- 2005 г. Group of the Year (Група на годината)
- 2005 г. Modern Rock Album of the Year (Модерен рок Албум на годината): The Art of Breaking
- 2006 г. Video of the Year (Видео на годината): Move
- 2008 г. Group of the Year (Група на годината)
- 2008 г. Hard Music Album of the Year (Албум с хард музика на годината): The Flame In All of Us
- 2008 г. Hard Music Song of the Year (Хард песен на годината): Falls Apart
- 2009 г. номиниран, Rock Song of the Year (Рок песен на годината): What Do We Know?

### Награди Junor
- 2005 г. номиниран, Contemporary Christian/Gospel Album of the year (Оригинален албум на годината): Phenomenon
- 2006 г. номиниран, Contemporary Christian/Gospel Album of the year (Оригинален албум на годината): The Art of Breaking
- 2008 г. номиниран, Contemporary Christian/Gospel Album of the year (Оригинален албум на годината): The Flame in All of Us
- 2010 г. номиниран, Contemporary Christian/Gospel Album of the year (Оригинален албум на годината): Welcome to the Masquerade

### Награди Shai
- 2004 Hard Music Album of the Year (Албум с хард музика на годината): Phenomenon

### Други
TFK печели на Taco Bell Feed The Beat състезание през 2008 на едно с Fireflight и Hit The Lights.